# Walentina Witaljewna Ogijenko
Walentina Witaljewna Ogijenko (russisch Валенти́на Вита́льевна Огие́нко, englische Transkription: Valentina Vitalyevna Ogiyenko; * 26. Mai 1965 in Krasnodar) ist eine sowjetisch-russische Volleyballspielerin und -trainerin.
Ogijenko nahm dreimal an Olympischen Spielen teil und gewann dabei 1988 in Seoul die Gold- und 1992 in Barcelona die Silbermedaille. Außerdem wurde sie 1990 Weltmeisterin und viermal Europameisterin. Mit ihrem Verein VK Uralotschka-NTMK gewann sie siebenmal die nationale Meisterschaft.
Nach ihrer aktiven Zeit war Ogijenko an der Seite von Nikolai Karpol Trainerin von VK Uralotschka-NTMK und der russischen Nationalmannschaft, mit der sie zahlreiche internationale Titel und Medaillen gewann. Seit 2009 ist sie Generaldirektorin von VK Uralotschka-NTMK. 2019 wurde sie in die „Volleyball Hall of Fame“ aufgenommen.
Ogijenko war von 1989 bis 1992 verheiratet. Ihre Tochter Anastassija Makowetskaja spielte ebenfalls Volleyball bei VK Uralotschka-NTMK.